# 宿州市
宿州市，简称宿，是中华人民共和国安徽省下辖的地级市，位于安徽省北部。市境南接淮北市、蚌埠市，东邻江苏省宿迁市，北临江苏省徐州市，西北达山东省菏泽市，西依河南省商丘市。地处华北平原南部，地势平缓，有少量低山丘陵。境内河流分属黄河水系、淮河水系，有濉河、新汴河、沱河、奎河、浍河等。全市总面积9,939平方公里，常住总人口530万人，市人民政府驻埇桥区银河一路506号。宿州是淮海经济区的核心城市之一，也是安徽省距离出海口最近的城市。宿州市是苏鲁豫皖四省交汇的区域性中心城市。
2019年，国务院长三角一体化文件正式出炉，宿州从此属于长三角一体化区域。

## 历史
宿州历史悠久，秦汉时，宿州已经成为“舟车会聚，九州通衢之地”，隋朝开通了“通济渠”使宿州成为了“扼汴控淮，当南北冲要”的军事重镇。
春秋时周庄王十三年（前684）宋人迁宿国（在今山东省东平县境内）入其封内以为附庸，故州以“宿”名。
秦统一全国修驿道，以土埇其上而名埇上。隋开凿大运河后，由于这里地处“西翼梁、宋，北控徐、泗，南襟濠、寿，东限淮、泗，舟车会要，战守所资”，在此设埇桥，形成交通运输工商集镇。
唐元和四年（809年），置宿州（治埇桥），徐州的蕲县、符离、泗州的虹县改属宿州，属徐泗濠节镇（治徐州）。
金大定六年（1166年），宿州改属南京路归德府（治睢阳）。
元至元元年（1265年），宿州属河南行省归德府。至元二年（1266年），蕲县、符离、临涣、灵璧4个县撤并入宿州。
明洪武四年（1371年），宿州改属中书省临濠府。洪武六年（1373年），改临濠府为中立府。洪武七年（1374年），改中立府为凤阳府。
清顺治六年（1667年），宿州属安徽省（治江宁），灵璧县改为凤阳府直辖。
1912年，宿州改为宿县，泗州改为泗县，宿县、泗县、灵璧县属安徽省。砀山县、萧县属江苏省。
民国二十一年（1932年），安徽实行首县制，宿县、泗县、灵璧属第七区（首县为泗县）。后实行行政督察专员制，萧县、砀山属江苏省铜山专区，宿县、灵璧、泗县属安徽省第六专区（治泗县）。
民国二十七年（1938年），宿州沦陷。民国34年（1945年），抗战胜利，宿县、灵璧、泗县属安徽省第四专区（治宿城），砀山、萧县属江苏省徐州专区。
1948年11月16日，解放军占领宿城。1949年设立宿县专区，属皖北行署。1950年，析宿县设宿城市、濉溪县，宿县改驻符离镇。1952年，永城县划入商丘专区。1953年，宿城市并入宿县。宿县驻地也由老符离集迁驻宿城。1955年，泗洪县划归淮阴专区。1956年，宿县、滁县专区合并设立蚌埠专区。
1961年，撤销蚌埠专区，恢复滁县、宿县专区。1971年，宿县专区更名为宿县地区。1979年，昔宿县城区设立县级宿州市。1992年，宿县并入宿州市。1998年，撤销宿县地区和县级宿州市，设立地级宿州市和埇桥区。
2001年，设立宿州经济技术开发区。

## 地理
宿州市位于黄淮海平原中部，东西横亘184.6公里，南北绵延151.2公里，位于东经116°9'~118°10'、北纬33°18'~34°38'之间。平原面积8890多平方公里，占总面积的91%，另有少许丘陵、台地。

### 河流
境内河流众多，共有大小河流70多条，分别属于黄河、淮河水系。横跨豫、皖、苏三省的大型人工行洪河道——新汴河，在境内长127公里，流域面积6562平方公里；较大的河流有濉河、沱河、奎河、浍河、闸河（即北股河）等，自西北向东南流入淮河或直入洪泽湖。沱河、浍河、新汴河是水运航道。宿州黄河故道则是明清黄河故道在宿州市的留存。

### 山脉
濉河以北地区分布着绵延的岛状低山残丘，属于山东丘陵余脉，最高峰是萧县境内的大官山，海拔395米。

### 气候
宿州市地处北亚热带北缘，属亚热带向暖温带过渡的季风气候，四季分明，光照充足。年平均气温14.7摄氏度，无霜期约210天，降水量约840毫米。
| 宿州市气象数据（1971年至2000年） | 宿州市气象数据（1971年至2000年） | 宿州市气象数据（1971年至2000年） | 宿州市气象数据（1971年至2000年） | 宿州市气象数据（1971年至2000年） | 宿州市气象数据（1971年至2000年） | 宿州市气象数据（1971年至2000年） | 宿州市气象数据（1971年至2000年） | 宿州市气象数据（1971年至2000年） | 宿州市气象数据（1971年至2000年） | 宿州市气象数据（1971年至2000年） | 宿州市气象数据（1971年至2000年） | 宿州市气象数据（1971年至2000年） | 宿州市气象数据（1971年至2000年） |
| 月份                             | 1月                              | 2月                              | 3月                              | 4月                              | 5月                              | 6月                              | 7月                              | 8月                              | 9月                              | 10月                             | 11月                             | 12月                             | 全年                             |
| -------------------------------- | -------------------------------- | -------------------------------- | -------------------------------- | -------------------------------- | -------------------------------- | -------------------------------- | -------------------------------- | -------------------------------- | -------------------------------- | -------------------------------- | -------------------------------- | -------------------------------- | -------------------------------- |
| 历史最高温 °C（°F）              | 20.1 (68.2)                      | 25.2 (77.4)                      | 30.0 (86.0)                      | 34.3 (93.7)                      | 37.6 (99.7)                      | 40.3 (104.5)                     | 40.9 (105.6)                     | 38.2 (100.8)                     | 37.1 (98.8)                      | 35.1 (95.2)                      | 30.0 (86.0)                      | 22.1 (71.8)                      | 40.9 (105.6)                     |
| 平均高温 °C（°F）                | 6.1 (43.0)                       | 8.5 (47.3)                       | 13.6 (56.5)                      | 21.0 (69.8)                      | 26.5 (79.7)                      | 30.7 (87.3)                      | 31.8 (89.2)                      | 31.1 (88.0)                      | 27.1 (80.8)                      | 22.0 (71.6)                      | 14.9 (58.8)                      | 8.7 (47.7)                       | 20.2 (68.3)                      |
| 日均气温 °C（°F）                | 0.8 (33.4)                       | 3.0 (37.4)                       | 8.0 (46.4)                       | 15.0 (59.0)                      | 20.5 (68.9)                      | 25.2 (77.4)                      | 27.3 (81.1)                      | 26.6 (79.9)                      | 22.0 (71.6)                      | 16.2 (61.2)                      | 9.1 (48.4)                       | 3.0 (37.4)                       | 14.7 (58.5)                      |
| 平均低温 °C（°F）                | −3.2 (26.2)                      | −1.1 (30.0)                      | 3.2 (37.8)                       | 9.6 (49.3)                       | 15.0 (59.0)                      | 20.3 (68.5)                      | 23.7 (74.7)                      | 23.1 (73.6)                      | 18.0 (64.4)                      | 11.6 (52.9)                      | 4.6 (40.3)                       | −1.2 (29.8)                      | 10.3 (50.5)                      |
| 历史最低温 °C（°F）              | −13.2 (8.2)                      | −18.1 (−0.6)                     | −8.2 (17.2)                      | −1.8 (28.8)                      | 5.3 (41.5)                       | 12.0 (53.6)                      | 16.8 (62.2)                      | 15.5 (59.9)                      | 7.2 (45.0)                       | −0.5 (31.1)                      | −7.7 (18.1)                      | −18.7 (−1.7)                     | −18.7 (−1.7)                     |
| 平均降水量 mm（）                | 19.3 (0.76)                      | 27.2 (1.07)                      | 45.7 (1.80)                      | 51.7 (2.04)                      | 64.3 (2.53)                      | 115.4 (4.54)                     | 218.2 (8.59)                     | 115.7 (4.56)                     | 81.8 (3.22)                      | 56.4 (2.22)                      | 29.2 (1.15)                      | 14.0 (0.55)                      | 838.9 (33.03)                    |
| 平均降水天数（≥ 0.1 mm）         | 4.7                              | 6.2                              | 7.9                              | 7.5                              | 7.8                              | 9.7                              | 13.6                             | 10.7                             | 8.4                              | 7.7                              | 6.0                              | 4.2                              | 94.4                             |
| 来源：Weather China              |                                  |                                  |                                  |                                  |                                  |                                  |                                  |                                  |                                  |                                  |                                  |                                  |                                  |

### 植物
宿州市森林植被属华北区系类型，为暖温带落叶阔叶林。全市计有木本植物60科、110属、275种，其中被子植物56科、102属、260种；裸子植物4科、8属、15种。萧县皇藏峪和市直夹沟林场有两片天然次生林，为淮北地区仅存。林内计有木本植物140余种，对于生态学研究具有较高的价值。

### 矿产
矿产资源有29种，现已探明资源储量的有18种。煤炭储量约为60亿吨，是两淮煤田的重要组成部分；黄口油田石油预测储量达20亿吨以上；宿南煤层气已探明储量达3159亿立方米；大理石储量4000万立方，居全省之首，花色品种达20个以上。同时，还拥有相当储量的铁、高岭土、石英岩等资源。

## 政治

### 现任领导
| 机构     | · 中国共产党 · 宿州市委员会 | 宿州市人民代表大会 常务委员会 | 宿州市人民政府     | · 中国人民政治协商会议 · 宿州市委员会 |
| 职务     | 书记                        | 主任                          | 市长               | 主席                                  |
| -------- | --------------------------- | ----------------------------- | ------------------ | ------------------------------------- |
| 姓名     | 杨军                        | 赵琳（女）                    | 任东               | 许广斌                                |
| 民族     | 汉族                        | 汉族                          | 汉族               | 汉族                                  |
| 籍贯     | 吉林省敦化市                | 河南省夏邑县                  | 安徽省舒城县       | 安徽省宿州市                          |
| 出生日期 | 1965年10月（59歲）          | 1964年（60—61歲）             | 1972年10月（52歲） | 1962年6月（63歲）                     |
| 就任日期 | 2021年7月                   | 2018年1月                     | 2025年5月          | 2018年1月                             |

### 历任领导
| 市委书记 - 徐立全（1999年4月－2001年4月） - 陈树德（2001年4月－2003年4月） - 梁卫国（2003年4月－2006年4月） - 唐承沛（2006年4月－2008年2月） - 李宏鸣（2008年2月－2013年6月） - 张曙光（2013年6月－2016年12月） - 史翔（2016年12月－2021年7月） - 杨军（2021年7月－） | 市长 - 陈树德（1999年4月－2001年9月） - 梁卫国（2001年9月－2003年10月） - 唐承沛（2003年10月－2006年2月） - 吴旭军（2006年4月－2010年10月） - 张曙光（2010年10月－2013年6月） - 史翔（2013年6月－2016年11月） - 杨军（2016年12月－2021年8月） - 王启荣（2021年8月－2025年3月） |

### 行政区划
宿州市现辖1个市辖区、4个县。
- 市辖区：埇桥区
- 县：砀山县、萧县、灵璧县、泗县

除正式行政区划外，宿州市还设立以下经济功能区：宿州经济技术开发区、宿州马鞍山现代产业园区。

## 人口
2022年末，全市常住人口530.0万人，比上年末减少2.5万人，城镇化率46.38%，比上年提高1.35个百分点。
根据2020年第七次全国人口普查，全市常住人口为5,324,476人。同第六次全国人口普查的5,352,924人相比，十年共减少了28,448人，下降0.53%，年平均增长率为-0.05%。其中，男性人口为2,695,358人，占总人口的50.62%；女性人口为2,629,118人，占总人口的49.38%。总人口性别比（以女性为100）为102.52。0－14岁的人口为1,252,954人，占总人口的23.53%；15－59岁的人口为3,104,958人，占总人口的58.31%；60岁及以上的人口为966,564人，占总人口的18.15%，其中65岁及以上的人口为789,401人，占总人口的14.83%。居住在城镇的人口为2,330,027人，占总人口的43.76%；居住在乡村的人口为2,994,449人，占总人口的56.24%。

### 民族
全市常住人口中，汉族人口为5,309,617人，占99.72%；各少数民族人口为14,859人，占0.28%。与2010年第六次全国人口普查相比，汉族人口减少30,530人，下降0.57%，占总人口比例下降0.04个百分点；各少数民族人口增加2,082人，增长16.29%，占总人口比例增加0.04个百分点。

## 经济
宿州市地近沿海、背靠中原，是沿海发达地区与中西部地区的过渡带。良好的区位使本市易于承接沿海发达地区的资本、技术及产业转移，接受各方的经济、文化辐射，融合各地之长。

### 农业
宿州市是正在崛起的农业强市，是全国著名的粮、棉、油、水果、蔬菜生产基地，素有“果海粮仓”之称。粮食作物主要有小麦、玉米等，常年播种面积1000万亩；经济作物主要有棉花、花生、蔬菜、西瓜等，其面积分别为120万亩、100万亩、90万亩、50万亩；是全国最大的连片水果产区，水果面积达100万亩；也是全国规模较大的畜牧养殖基地。农副产品深加工很有潜力。

## 交通

### 铁路
- 京沪高速铁路（宿州东站-----距城区直线距离23公里）
- 徐兰高速铁路（砀山南站、萧县北站）
- 京沪铁路（宿州站）：长99km
- 陇海铁路（砀山站）
- 符夹铁路（符离集站，萧县站）
- 宿淮铁路（灵璧站、泗县站、蒿沟站）
- 亳宿铁路（规划中）
- 青芦铁路（矿区专用线）
- 徐淮宿城际铁路（徐州—淮北—宿州 规划中）

### 公路
- 京台高速
- 连霍高速
- 徐明高速公路
- 泗许高速公路
- 济祁高速公路
- 104国道、 206国道、 310国道、 311国道、 343国道、 344国道。

### 航空
距徐州观音国际机场75公里，南京禄口国际机场、合肥新桥国际机场200多公里，宿州大店机场（规划之中）。

### 水运
现有航道7条，航道总里程达176.23公里。浍河为四级航道，新汴河、沱河为五级航道，沱河引河、濉河引河、肖濉新河、新濉河为六级航道。其中沱浍河（沱河与浍河）航道为区域性重要航道。蕲县港区是以煤炭出口为主的专业性港区。

### 管道
鲁宁输油管道、鲁皖成品油管道。

## 教育
高校：宿州学院、宿州职业技术学院、皖北卫生职业学院
省级示范高中：宿城一中、宿州二中、宿州雪枫二中、砀山中学、砀山二中、萧县中学、萧城一中、灵璧一中、灵璧中学、泗县一中、泗县二中
国家级重点职业高中：宿州一职高（目前已于宿州工业学校合并）、宿州二职高。            
普通高中（城区）：宿州市第三中学、宿州市下关中学、宿州学院附属实验中学、宿州市北大附属实验学校（十二年教育）
城区初级中学：宿州市第一初级中学、宿州市第九中学、宿州市第十一中学、宿州市第五中学、宿州市第八中学、宿州国际实验学校（九年教育）
城区小学：宿州市第一小学、宿州市第二小学、宿州市第四小学、宿州市第六小学、宿州市第七小学、宿州市第九小学、宿州市第十小学、宿州市第十一小学、宿州市第十二小学、宿州市第十七小学、宿州市第十八小学、宿州市第十九小学、宿州市雪枫小学、宿州市第二十小学

## 文化
- 埇桥区是中国书法之乡、中国马戏之乡，砀山是中国武术之乡，萧县是中国民间艺术（书画）之乡，灵璧是中国奇石-靈壁石之乡、中国民间艺术（年画）之乡，泗县是中国民间艺术（泗州戏）之乡等。
- 文化节庆：宿州灵璧石文化节、砀山梨花节、萧县书画艺术节、泗县泗州戏文化节。
- 国家级非物质文化遗产：泗州戏、淮北花鼓戏、坠子戏、埇桥马戏
- 地方戏：泗州戏、淮北梆子、坠子戏、淮北花鼓戏
- 民歌：大鼓钗

### 风味饮食
小吃：烙馍、潵汤、辣汤、肉盒子、韭菜盒子、水单饼、马虎汤、缸贴、糖糕、油酥烧饼、鸡蛋灌饼、油旋子、锅贴饺、蒸饺、煎包、煎饺、面糊馍、油茶、豆腐脑、面皮
点心：蚂蚱腿、焦叶子、三刀子、羊角蜜、条酥、大燎花、馓子

### 宗教
宿州地区宗教主要为基督教，且近年发展较快，其次为天主教，主要分布在砀山县。
- 基督教

清光绪三十三年（1907年），美国北长老会派罗炳生（Robinstine）来宿城传播基督教。民国元年（1912），美国传教士贾德（Caters）夫妇来宿，在大河南街东头建礼拜堂。民国13年（1924年），由胡德（ood）募捐集资建宫殿式琉璃瓦顶大礼拜堂（即福音堂）。
- 天主教

清光绪二十八年（1902年），法籍侯晋康，受上海教区派遣，来宿城传教，在药店巷10号赁房改为教堂。十年内，侯某买得教堂附近大片宅基，兴建天主教堂，属上海江南教区领辖。1929年，宿县、灵璧、泗县属蚌埠教区，砀山、萧县属徐州教区。

## 全国重点文物保护单位
- 小山口遗址
- 古台寺遗址

## 名胜古迹
- 皇藏峪国家森林公园

皇藏峪位于萧县东南边境，距萧县县城26公里，景区面积31平方公里，现为国家级森林公园、国家4A级风景区、省级风景名胜区和省级自然保护区。峪中森林茂密，有木本植物130余种，栖息58种鸟类和多种野生动物，是皖北地区少数保存完好的原始暖温带落叶阔叶林。
皇藏峪：古称黄桑峪，因峪中长满黄桑而得名，相传汉高祖刘邦曾避难于此改名皇藏峪。景区以独特的森林景观和丰富的动植物资源为主体，以寺院史迹等人文景观为依托，集洞、泉、山、石景于一体。这里峰峦起伏，林木参天，岭上坡下生长着栓皮栎、槲树、元宝槭、青檀、南京椴、大果榆等一百四十六种树林，并有五十八种鸟类在此栖息，此外，自下而上有珍奇的皮毛兽水獭、黄鼬、狐狸等，是淮北地区少数能反映历史上生物群落面貌的区域。
景区景点有：瑞云寺、天门寺、皇藏洞、飞来石、拔剑泉、马扒泉、果老洞、美人洞、仙人床、观景峰、白马王墓、倒流河古遗迹等大小五十多处。
- 砀山生态观光旅游区

砀山以盛产酥梨而闻名，素有中国梨都之称，境内黄河故道七十万亩果林连片，面积之大，居世界之首，每年春天梨花盛开之际，吸引国内外大批游客前来观赏。秋季硕果累累，又是一片果海绿洲，加上百年梨树王单株产梨2000公斤、单个酥梨王重达2400克的世界奇观。目前，林区已建有观景台、自采园、百果园、中国梨展馆及百年梨树王、乌龙披雪、瑶池烟霞、鏊头观海等大小景点近二十处，形成了世界上最大的果林公园。近年来，这里每年春季举办的梨花节和秋季果品游园活动，辅以当地特有的酥梨宴品尝、梨王大赛、武术之乡邀请赛、斗鸡、斗狗、斗羊等民间特色游乐项目，吸引了越来越多的中外游客。
- 五柳风景名胜区

五柳风景名胜区位于宿州北约30公里的夹沟镇，处于徐州、淮北、宿州三市之中心，面积约35平方公里，景区包括龙泉湖主景区、大芳寺林场、盆山溶洞及龙泉寺、闵子骞祠、段商文化遗址、古汉墓群等众多名胜古迹和人文景观。这里以“山清、水秀、洞奇、泉灵、稻香”而闻名，景区南、西、北三面环山，植物种类繁多，气候宜人。主景区内龙泉湖碧波荡漾、水质甘甜、岸边垂柳、龙柏、雪楹相托，景色非常秀丽；景区的盆山洞内石笋、石柱，千奇百怪，给人以丰富的想象；五柳矿泉水润育了著名的夹沟香稻米，宋代至明清为皇宫“贡米”，素有“一家煮饭十家香，十家煮饭香满庄”之誉。
- 赛珍珠故居

赛珍珠故居位于城区大河南街福音堂，现存房屋十八间，面积约300平方米。世界文化名人赛珍珠是美国著名的小说家，1892年6月26日生于美国西佛吉尼亚州，出生三个月便被放在摇篮里随着做传教士的父母漂洋过海来到中国，此后赛珍珠一生的前40年除了回美国上大学的4年和读硕士学位外，基本上在中国度过的，她先居住在苏北的清江，四岁时全家回到镇江，结婚后随夫君（John Lossing Buck）在宿州生活了四年多，赛珍珠是美国历史上第一个获得诺贝尔文学奖的女作家，其成名作《大地》三部曲中描写的北方地主庄园及中国农村生活等都以宿州为原形。
- 扶疏亭
- 燕喜台
- 虞姬墓：虞姬墓是著名的垓下之战的重要遗存，霸王别姬、四面楚歌、十面埋伏等人们耳熟能详的成语就出自这里，两千年来，无数文人墨客仰姬高风，来此凭吊，留下了脍炙人口的诗文佳作，使这里成为著名的旅游名胜。新建成的虞姬文化园由数千平方扩至30余亩的4A级景区，新建的大型雕塑、碑廊、汉画廊、垓下之战电子影像、文物陈列等内容。
- 九女坟
- 涉故台：涉故台位于宿州市埇桥区大泽乡镇，1961年被列为安徽省省级重点文物保护单位。涉故台作为中国第一次农民大起义的发祥地，是中国农民战争和农民革命的源头，是历史的载体和见证。
- 林探花府
- 东林草堂
- 垓下古战场
- 宿州野生动物园（内有小火车）[12]

## 地方特产
砀山酥梨：中国地理标志产品。果中精品，为海内外顾客所青睐。其果实大，色黄亮，皮薄、肉多、汁丰富，味甘甜、脆酥，入口无渣且核小。 主要品种有金盖酥、白皮酥、青皮酥等，以金盖酥品质最佳。砀山梨营养丰富，含有多种维生素及糖、矿物质，并有一定的药用价值，润肺止咳，去热消炎及解酒毒等。除能鲜食外，还可以加工成梨酒、梨汁、梨膏、梨脯、梨罐头等。
萧县葡萄：中国地理标志产品。萧县葡萄已有1000多年的种植历史，为全国四大葡萄基地之一。萧县葡萄品种繁多，约有100多个品种，其中尤以“玫瑰香”葡萄为最佳。这种葡萄果实圆满，紫里透红，宛如珊瑚玛瑙，并有穗大、粒饱、肉肥、多汁、甘甜、透明、清香、食后生津等优点。其次，“白羽”葡萄亦别具风味，它犹如水晶白玉，晶莹透明，果粒严实，皮薄汁多，既酸又甜，香郁爽口。此外，还有金皇后、龙眼、黑罕、佳利酿、北醇等品种也颇受人们欢迎。
符离集烧鸡：中国地理标志产品。色佳味美，为《中国名菜谱》中的一品名肴。1956年5月在北京举办的全国食品展销会上，符离集烧鸡以其色、香、味、形俱佳的特点名列前茅，饮誉于世。又在1980年全国食品总公司举办的熟食品内部展销会上名列第一。符离集烧鸡的制作工艺十分讲究，精制而成的符离集烧鸡，香气扑鼻，色佳味美肉质雪白，肥而不腻，肉烂有丝连，嚼骨有余香。
夹沟香稻米：清香浓郁，有“一家煮饭十家香，十家煮饭香满庄”的赞誉。夹沟香稻米产于夹沟镇风景区的呵泉灌区，稻种十分珍异，依水而生。相传，夹沟香稻米起源于宿州郫湖里村的野生稻种，被镇头寺的住持发现后移植到寺前水田中种植，经由天然矿泉水灌溉，泉水为深层地质无污染的天然矿泉水，成熟后香味奇特，清代嘉庆年间被列为宫廷御用贡米。
灵璧石：中国地理标志产品。“灵璧一石天下奇，声如青铜色碧玉”是宋朝诗人戴复古对灵璧石的赞美。灵璧石与英石、太湖石、昆石同被誉为“中国四大名石”，其深邃的文化内涵和无穷的天然艺术魅力，历来为文人雅士所珍爱，早在北宋时就被列为宫廷贡品。中国第一部论石著作宋代《云林石谱》将灵璧石列为第一。相传，清朝乾隆皇帝三下江南皆因灵璧石而改道，并御题“天下第一石”予以称赞。灵璧石以“瘦、皱、透、漏”千姿百态的外形特点和“润、奇、清、幽”的美学特点而璀璨瑰玮，奇绝天下，堪称华夏瑰宝。
乐石砚：古代名砚，在唐宋时已负盛名。韩愈、白居易、苏轼、米芾等文豪方家均有论赞。乐石砚石质稍硬，刚柔并济，疏密相承，发墨良好，涩而不费笔，滑而不拒墨，“二德兼备”；其声圆润清脆，叩之铮铮，声清如玉；雕刻精湛，因形构图，因色取艺，因纹施技，因质状物，构思奇巧；刀法挺秀刚健，线条流畅，转折浑圆，古朴凝重，掘中见秀；技法灵活多变，其制作技艺即承传统工艺精华，又博采众家之长，具有很高的实用价值、艺术价值、观赏价值和收藏价值。